# Helgoland Søbadeanstalt
 For alternative betydninger, se Helgoland (flertydig). (Se også artikler, som begynder med Helgoland)
Helgoland Søbadeanstalt (eller Amager Helgoland eller blot Helgoland) var en søbadeanstalt og opkaldt efter øen Helgoland, som oprindelig blev åbnet i 1913 i Svanemølle Bugt, med et 100 meter langt svømmebassin og plads til 3-4.000 tilskuere.  Efter at en kloakledning blev åbnet, blev anstalten flyttet til Amager. I 1936 blev stedet overtaget af Idrætsforeningen Hermes og i 1965 overdrog den til Københavns Idrætspark, indtil 1. september 2004 lå den ved Amagers østkyst. Badeanstalten blev efterfølgende genopbygget ved Amager Strandpark og åbnede 16. juni 2008.